# Одиночка
«Одиночка» (укр. «Одинак») — третій студійний альбом російської співачки МакSим. Випущений 1 грудня 2009 року.

## Список композицій
| #   | Назва                                    | Автор                             | Тривалість |
| --- | ---------------------------------------- | --------------------------------- | ---------- |
| 1.  | «На радиоволнах»                         | Марина Абросимова                 | 3:51       |
| 2.  | «Портрет»                                | Марина Абросимова                 | 3:23       |
| 3.  | «Весна»                                  | Марина Абросимова, Олена Гребнєва | 3:12       |
| 4.  | «Любовь — это яд»                        | Марина Абросимова                 | 3:35       |
| 5.  | «Дорога»                                 | Марина Абросимова, Олена Гребнєва | 3:14       |
| 6.  | «Я люблю тебя»                           | Марина Абросимова                 | 2:57       |
| 7.  | «Странница»                              | Марина Абросимова, Альшу Ішметова | 3:29       |
| 8.  | «Птицы»                                  | Марина Абросимова                 | 2:58       |
| 9.  | «Мама-кошка»                             | Марина Абросимова                 | 3:44       |
| 10. | «Блюз»                                   | Марина Абросимова                 | 4:17       |
| 11. | «Одиночка»                               | Вікторія Которова                 | 2:44       |
| 12. | «На радиоволнах (Kirbas GASpromo remix)» | Марина Абросимова                 | 4:17       |
| 13. | «На радиоволнах (Dj Fisun remix)»        | Марина Абросимова                 | 2:27       |

- Записи 12 і 13 присутні тільки у подарунковому виданні.